# The Beautiful Fierce Females
The Beautiful Fierce Females o BFFs fue un stable femenino de lucha libre profesional que compitió en la NXT de la empresa WWE. Estaba compuesto por Charlotte, Sasha Banks y Summer Rae.

## Historia

### NXT Wrestling (2013–2014)

#### 2013
Empezó a hacer tag teams con Sasha Banks teniendo algunos combates contra Paige y Emma, tuvo un tag team en donde la nueva diva de la NXT Charlotte hizo equipo con Bayley en donde Charlotte cambió a Heel donde atacó a Bayley para ayudar a Summer y a Sasha a vencerlas esto provocó que Sasha, Charlotte y Summer hicieran un nuevo equipo llamado The Beautiful Fierce Females en donde Summer a veces era mánager de Banks o de la debutante Charlotte. se enfrentaron a Paige y Emma el 16 de octubre en un episodio de NXT, donde ambas emergieron victoriosas cuando Rae aplicó un pin sobre Paige. El 13 de noviembre en un episodio de NXT, las BFFs derrotaron a Bayley y Charlotte en un combate por equipos, cuando Charlotte atacó a Bayley y se alió a Banks y Rae.

#### 2014
A mediados-de enero de 2014, como Rae fue promovida al roster principal, las BFF's comenzaron una rivalidad contra Bayley, quien se alió con Natalya, y perdieron en ambos combates individuales y combates por equipo. A principios de mayo, Charlotte compitió en un torneo por el vacante al Campeonato Femenino de NXT, derrotando Emma en la primera ronda, Alexa Bliss en las semifinales, y Natalya en la final del torneo celebrada en NXT TakeOver para ganar el Campeona Femenino por primera vez. Después de a cuatro-meses de ausencia en el show, Summer Rae regresó el 6 de junio en un episodio de NXT, distrayendo a Bayley y haciendo que Charlotte tuviera la victoria. Después del combate, Las BFFs trataron de atacar a Bayley, solo para ser ahuyentadas por Emma y Paige.
El 3 de julio en un episodio de NXT, Banks y Charlotte derrotaron a Bayley y Becky Lynch. Después del combate, Charlotte dejó a Banks ser atacada por Bayley, con Banks más tarde desvaneciendo las BFFs durante un segmento en el backstage.

## Campeonatos y logros
- NXT Wrestling
  - NXT Women's Championship (1 vez) - Charlotte[1]